# Chrysobothris comanche
Chrysobothris comanche es una especie de escarabajo del género Chrysobothris, familia Buprestidae. Fue descrita científicamente por Wellso & Manley en 2007.
Se encuentra en Utah, Nuevo México y Texas.
Las larvas se hospedan en Juglans sp.